# 艾拔圖·羅拉
艾拔圖·羅拉（西班牙語：Alberto Lora Ramos，1987年3月25日—）是一名西班牙的職業足球運動員，司職右後衛，現效力於西班牙足球甲級聯賽希杭。

## 外部連結
- Sporting Gijón official profile （西班牙文）